# I Cavalieri dello zodiaco - Le porte del paradiso
I Cavalieri dello zodiaco - Le porte del paradiso (聖闘士星矢 天界編 序奏 ~overture~?, Saint Seiya Tenkai-hen Jousou ~Overture~) è un film d'animazione del 2004 diretto da Shigeyasu Yamauchi.
Si tratta del quinto film d'animazione ispirato alla saga Cavalieri dello zodiaco, e si colloca come seguito della saga di Hades e prologo di una futura "saga dei cieli" (o "Saga di Zeus"). Il film, prodotto da Toei Animation, è stato proiettato per la prima volta in Giappone il 14 febbraio 2004 (tra la fine del capitolo "Sanctuary" e l'inizio del capitolo "Inferno" della saga di Hades), mentre in Italia è stato trasmesso per la prima volta in TV su Hiro il 24 gennaio 2009.
La pellicola si svolge dopo la battaglia dei protagonisti contro il dio dell'oltretomba, in cui Pegasus viene gravemente ferito ed affidato alle cure di Lady Isabel, prima che gli Angeli dell'Olimpo arrivino per reclamare la vita del Cavaliere, colpevole di deicidio.
Inizialmente presentata come parte integrante della storia, a seguito dello scarso successo del film al cinema, Le porte del paradiso venne successivamente disconosciuto dal mangaka, alludendo anche al fatto che molti elementi da lui proposti per la trama non furono usati dal regista Yamauchi, dando il via ad una serie di dissidi fra il produttore e l'autore che portarono poi l'affidamento dei rimanenti OAV di Hades ad uno staff diverso da quello impiegato da Yamauchi (regista sia de Le porte del paradiso che degli OAV del Chapter Hades - Sanctuary).
In seguito anche alla ripresa di vari elementi del lungometraggio nel manga sequel diretto di Kurumada, Saint Seiya - Next Dimension - Myth of Hades, il film pare dunque non trovare una collocazione specifica.
L'edizione home video della pellicola in Giappone è avvenuta da parte di Toei Animation, e da parte di altri distributori nel resto del mondo (in Italia a marzo 2019 grazie a Yamato Video)

## Trama
Il film si apre con Pegasus su una sedia a rotelle in uno stato semi vegetativo causato dal combattimento sostenuto contro Ade nei Campi Elisi e al potere venefico della spada del dio.
Il guerriero viene presto attaccato da un trio di Cavalieri, mandati dalla dea Artemide per vendicare gli oltraggi fatti dai Cavalieri di Atena verso gli dei Poseidone ed Ade.
Nonostante gli angeli di Artemide attacchino con delle lance Pegasus, egli non subisce danni grazie alla protezione di Atena, che lo ha accudito per tutto il tempo in una baita di montagna. Atena si offre di cedere volontariamente il suo potere divino e la prerogativa di difesa della Terra ad Artemide a patto che questa non uccida i suoi Cavalieri.
Successivamente Pegasus si risveglia dal torpore in cui versava e, vagando, si imbatte in Castalia, che lo indirizza verso il Santuario.
Al Grande Tempio, Pegasus ha un confronto con il Cavaliere dell'Unicorno, Tisifone ed Aspides, che ora sono votati ad Artemide. Provando a combattere, Pegasus scopre di non riuscire più a bruciare il suo cosmo.
Intanto Andromeda sta combattendo contro Teseo, uno degli Angeli di Artemide e, in evidente difficoltà, viene aiutato da Phoenix. Inizialmente i due vengono sconfitti dall'Angelo ma poi, grazie anche al supporto dei Cavalieri d'Oro (le cui anime, accusate di ribellione agli dei, sono state sigillate in una statua), riescono a recuperare le forze e a sconfiggere così il nemico.
Pegasus nel frattempo trova fortuitamente la sua armatura, che indossa ignorando il dolore (apparentemente è il suo corpo che la rifiuta), e si incammina verso Sirio e Cristal, che stanno combattendo contro Odisseo, altro Angelo di Artemide.
Nonostante gli sforzi Pegasus non riesce ad infliggere alcun danno al nemico, perciò Cristal e Sirio si sforzano affinché Pegasus riesca a passare per raggiungere Atena, che intanto sta versando il suo sangue per concedere più tempo alla Terra, in modo che venga distrutta il più tardi possibile da Artemide. Cristal e Sirio, nonostante le ferite, riescono a sconfiggere Odisseo e cadono a terra privi di forze. Intanto Pegasus ha un incontro con Icaro, l'Angelo più vicino ad Artemide, un tempo semplice umano, che aspira a lasciare la propria condizione per divenire un dio. Dopo un breve scambio di colpi, i due vengono interrotti da Castalia, la quale, grazie ad un amuleto posseduto sia da lei che da Icaro, riconosce quest'ultimo come il perduto fratello Toma. Il combattimento finisce con Pegasus scagliato giù da un burrone e Castalia che se ne va.
Pegasus riprende il suo cammino verso Atena, ma viene interrotto nuovamente da Icaro che, con un colpo, lo scaglia dentro la sala nella quale Atena sta versando il proprio sangue.
La dea dice a Pegasus di essere obbligata a doverlo privare della vita e a questo fine si fa ridare il proprio scettro, simbolo della protezione esercitata sulla Terra, da Artemide; Pegasus, innamorato da sempre di Isabel, acconsente felicemente alla richiesta della propria dea. Trafiggendo il corpo del Cavaliere, però, Isabel non uccide Pegasus, bensì lo libera finalmente dalla maledizione di Ade: Pegasus può ora combattere con tutte le forze e riesce a sconfiggere Icaro, il quale confessa di non essersi mai dimenticato della sorella, unico sentimento che lo legava ancora alla sua condizione di umano.
Artemide, intanto, si prepara a trafiggere con una freccia Atena, la quale ha deciso di muovere guerra agli dei per restituire all'uomo il suo diritto di esistere e liberarlo dall'arroganza degli dèi che pretendono di dominarlo: all'ultimo momento però Icaro si frappone, rimanendo trafitto al posto della dea e chiedendo ad Artemide di risparmiarla. Infuriato per il sacrificio di Toma, Pegasus entra in azione, lanciando un colpo micidiale contro Artemide.
Proprio in quel momento irrompe nella sala Apollo, che blocca l'attacco del cavaliere e afferra Atena con l'intento di ucciderla. Pegasus però si intromette fra i due, così Apollo sferra un colpo potentissimo che lacera totalmente i vestiti del Cavaliere ed i pezzi dell'armatura ancora integri. Nonostante la potenza formidabile dell'avversario, Pegasus, sorretto da Atena, decide di scagliare verso di lui un colpo, un solo colpo simboleggiante l'umanità, atto a testimoniare l'esistenza dell'uomo. Lo schermo diventa bianco fino a che non riappare Pegasus in borghese con uno zaino sulla spalla (privo di memoria) che incontra Isabel affacciata sulla veranda di una casa di montagna dove, scusandosi per il disturbo (e non per il ritardo, come erroneamente adattato in italiano), le dice che gli sembra di conoscere quel bel luogo da sempre. La ragazza lo rassicura rispondendogli che lì c'è solo lei e augurandogli di poter trovare la persona di cui è alla ricerca.
Al termine dei titoli di coda, Pegasus riappare nell'universo, evocando una nuova versione della sua armatura e riuscendo a ferire leggermente il volto di Apollo, per poi essere travolto dal potere di Apollo. 

### Nuovi personaggi
Il film segna l'esordio nel franchising di vari nuovi personaggi specialmente di In particolare di Icaro/Toma e degli dei Apollo e Artemide. I tre saranno successivamente ripresi da Kurumada nella continuity del suo nuovo fumetto Saint Seiya - Next Dimension: Myth of Hades, insieme alla classe dei guerrieri olimpici noti come Angeli (天闘士?, Enjeru, Angel, lett. guerrieri celesti).
Icaro (イカロス?, Ikarosu)
È uno dei tre Angeli inviati da Artemide ad uccidere Pegasus. Essendo l'unico umano del gruppo (gli altri due sono infatti dotati di ali), Icaro fa di tutto per poter soddisfare i desideri della sua dea (a cui è molto legato) cercando di elevarsi al di sopra degli altri mortali rinunciando ai suoi sentimenti. Si scoprirà successivamente essere Toma (斗馬?, Touma), il fratello perduto di Castalia dell'Aquila. Durante il suo scontro finale contro Pegasus, si ricongiungerà con la sorella perduta e deciderà di sacrificarsi per proteggere Isabel da Artemide, riscoprendo la forza dei sentimenti umani. Il personaggio è stato creato da Kurumada per il prequel a fumetti del film.
Teseo (テセウス?, Teseusu)
Il secondo dei tre Angeli di Artemide, incaricato (fra l'altro) di fare la guardia alla roccia dove sono prigioniere le anime del Cavalieri d'Oro. Durante il suo scontro con Andromeda e Phoenix, rimane stupefatto dalla determinazione umana e comprende il perché gli dei temano i Cavalieri di Bronzo. Viene sconfitto dagli sforzi congiunti dei due fratelli
Odisseo (オデュッセウス?, Odyuseusu)
Il terzo Angelo di Artemide, dotato del potere di contrattaccare rispedendo al mittente gli attacchi degli avversari. Viene affrontato da Sirio e Crystal, morendo per lo sforzo e comprendendo (come il suo compagno Teseo) come mai gli dei temano gli umani.
Artemide (アルテミス?, Arutemisu)
Dea della Luna e sorella maggiore di Atena, appartenente al gruppo dei Dodici Olimpi. Invia i suoi Angeli ad attaccare i Cavalieri di Bronzo, rei di essere riusciti ad uccidere una divinità. Vorrebbe che la sorella tornasse con lei sull'Olimpo, ma quanto questa si rifiuta decide di eliminarla col suo arco. Nonostante per tutto il film dimostri un carattere freddo, nutre un enorme affetto per Toma: l'unico umano a cui ha concesso di far parte delle sue schiere.
Apollo (アポロン?, Aporon)
Dio del Sole, appare nel finale sul campo di battaglia per punire Atena per il suo essere troppo vicino agli umani rompendole il collo, venendo perciò sfidato da Pegasus. Il dio decide allora di utilizzare contro l'umano il suo vero potere per punirlo. Tuttavia (dopo i titoli di coda) si vede che Pegasus (evocando una nuova versione della sua armatura) è riuscito a ferire leggermente il volto del dio.

## Colonna sonora
La colonna sonora del film è stata nuovamente curata da Seiji Yokohama ed è uscita il 17 marzo 2004 con il titolo Saint Seiya Tenkai-hen Josou Original soundtrack, pubblicata da Miya Records.
La sigla di chiusura del film è Never -Saint Seiya theme- (Never -聖闘士星矢のテーマ-?, Never -Seitō seiya no tēma-), interpretata da Nobuo Yamada.

## Produzione
In base a quanto dichiarato dal responsabile della KurumadaPro Masashi Yamaguchi, il film entrò in produzione fra la prima e la seconda serie di OAV de I Cavalieri dello zodiaco - Saint Seiya - Hades, come strategia per il rilancio del franchising, a seguito del successo dei tredici OAV del Chapter Sanctuary.
Kurumada venne chiamato a contribuire alla stesura della nuova sceneggiatura, il quale propose l'idea di rendere il film parte di una trilogia che doveva narrare la battaglia contro Zeus e gli dei dell'Olimpo, in continuity con la storia originale. Per la regia fu confermato Shigeyatsu Yamauchi, già regista dei primi tredici OAV dell'Hades Chapter e di due film dedicati ai Cavalieri (il secondo e il terzo in particolare) e al quale Kurumada fornì alcune idee su come elaborare la storia.  Mentre per il character design e le animazioni fu chiamato lo storico disegnatore della serie animata Shingō Araki.
L'uscita della pellicola fu anticipata dalla pubblicazione sulla rivista Super Jump di otto tavole a colori disegnate da Kurumada stesso sotto il titolo Tenkai-Hen: Overture (ristampate in seguito nell'art book Sora).

## Distribuzione
Il film è stato proiettato per la prima volta in Giappone il giorno di San Valentino del 2004.

### Edizione italiana
In Italia la prima trasmissione del film si ebbe il 24 gennaio del 2009 sul canale satellitare Hiro (di proprietà del gruppo Mediaset),  nello iatus fra la trasmissione in chiaro su Italia 1 delle prime due parti della serie OAV capitolo I Cavalieri dello zodiaco - Saint Seiya - Hades. Per la trasmissione televisiva fu utilizzata come sigla la canzone Il ritorno dei Cavalieri dello zodiaco di Giorgio Vanni (composta dallo stesso Vanni con Max Longhi e scritta da Alessandra Valeri Manera), creata ed utilizzata per il passaggio televisivo degli OAV.
L'edizione italiana è stata curata da Ivo De Palma presso lo Studio P.V. di Milano, utilizzando la terminologia dell'adattamento storico italiano. Il cast vocale vede la riconferma (oltre ai doppiatori di Lady Isabel e dei cinque protagonisti) di gran parte dei doppiatori degli OAV di Hades fino allora trasmessi (Maddalena Vadacca e Leonardo Graziano nei ruoli di Tisifone e Asher) ed il ritorno di Adriana Libretti sul personaggio di Castalia. Per il ruolo di Apollo venne chiamato invece Claudio Moneta, già doppiatore di Abel nella prima edizione italiana del film La leggenda dei guerrieri scarlatti.
Da Luglio 2024 il film - assieme alle serie animate e agli altri quattro lungometraggi "storici" - viene incluso nel catalogo Anime Generation di Amazon Prime.

### Edizioni home video
Il 1º marzo 2019 il distributore Yamato Video annunciò tramite la propria pagina Facebook la distribuzione del film in Blu-ray e DVD in tiratura limitata, poi avvenuta il 26 aprile dello stesso anno, comprendente le tracce audio italiana e originale giapponese.

### Annotazioni
1. ↑  Abel è l'antagonista del terzo film del franchising. Nel primo doppiaggio italiano di tale pellicola viene identificato proprio come Apollo, a cui risulta ispirato e di cui riprende l'appellativo "Febo"

### Fonti
1. ↑  Intervista a Kurumada del 2005 ad Animeland all'interno dell'articolo Raccolta delle interviste a Masami Kurumada su icavalieridellozdiaco.net
2. 1 2 3  Traduzione in italiano della nota esplicativa di Masashi Yamaguchi su icavalieridellozodiaco.net, fansite
3. 1 2   Gabriele Laurino, È UFFICIALE, I CAVALIERI DELLO ZODIACO: LE PORTE DEL PARADISO ARRIVA IN BLU-RAY E DVD, su Every Eye, 1º marzo 2019. URL consultato l'8 giugno 2020.
4. ↑  (JA) Toru Furuya, 天界編序奏 アフレコ日記 Vol. １, su /toru.luvnet.com (Sito web ufficiale di Toru Furuya, doppiatore originale di Pegasus). URL consultato il 21 luglio 2020 (archiviato dall'url originale il 14 agosto 2007).
5. ↑  (ES) TENKAI-HEN, su Guia Saint Seiya. URL consultato il 21 luglio 2020 (archiviato dall'url originale il 26 gennaio 2010).
6. ↑  Descrizione degli Artbook su icavalieridellozodiaco.net, fansite
7. ↑   Antonio Genna, I Cavalieri dello zodiaco - Le porte del Paradiso, su Il mondo dei doppiatori.
8. ↑   Yamato Video: le novità di luglio del catalogo di ANiME GENERATION, su Animeclick, 4 agosto 2024.